# Rumba vallecana
La rumba vallecana es un subgénero musical desarrollado por la comunidad gitana del barrio de Vallecas (Madrid, España) desde mediados de los años 70 y principios de los 80 del siglo XX, tomando ritmos que derivan de la rumba flamenca, especialmente de la rumba catalana (que aligera los palos más suaves del flamenco para acercarlos al pop )y con influencias del rock & roll. La rumba vallecana, representanda principalmente por Los Chichos, adapta la propuesta de la rumba catalana a un ritmo más lento y, sobre todo, incorpora a muchas de sus letras la realidad marginal de drogas, cárcel, miseria económica y paro que les rodea en el barrio.
Los máximos representantes del estilo serían grupos como los citados Chichos, Los Chunguitos (que disputan a los primeros la paternidad del estilo) y Los Calis.

## Principales representantes
A mediados de los años 70 la rumba catalana de Peret, Antonio González El Pescaílla y otros gitanos de Barcelona había conseguido traspasar las fronteras étnicas y alcanzar una importante difusión a nivel nacional. Inspirados por ellos, tres gitanos del Pozo del Tío Raimundo forman Los Chichos, incorporando al género catalán la realidad social del colectivo gitano de Vallecas en la época de la transición española y los primeros años de democracia. 
El éxito comercial tarda en llegar por los circuitos tradicionales, que no prestan atención a una música reveladora de una realidad social nada agradable para el poder establecido. En principio se circunscribe únicamente al barrio. No obstante, una vez que consiguen editar sus discos, en cinco años Los Chichos venden ocho millones de discos.
La brecha abierta por Los Chichos dejaría paso a otros grupos del barrio, especialmente a Los Chunguitos, también inmigrantes extremeños como ellos. A su triunfo contribuyó especialmente la inclusión de sus canciones en la banda sonora de éxitos cinematográficos que también revelaban la misma realidad social, como Perros Callejeros (José Antonio de la Loma, 1977) o sobre todo Deprisa, deprisa (Carlos Saura, 1981), que les abrió a todo tipo de público. En alguna ocasión la crítica se ha referido a «Dame veneno», su canción de 1977 con evidentes referencias a la heroína, como la obra cumbre de la rumba vallecana.
Con menor repercusión comercial, Los Calis son otros representantes del estilo. Su canción más conocida, «Heroína», ha sido versionada a lo largo de los años por artistas alejados del flamenco como Kaos Etiliko o La Fuga. Relacionados con él, más tangencialmente, estarían dos dúos femeninos, Las Grecas (que también le pondrían música al fenómeno de la inmigración y la delincuencia marginal) y Azúcar Moreno que, siendo las hermanas menores de los componentes de Los Chunguitos, abandonan sin embargo la temática marginal, en consonancia con los profundos cambios y mejoras sociales en Vallecas en las décadas subsiguientes.